# Human coronavirus 229E
Human coronavirus 229E ('HCoV-229E') er en art af coronavirus, der inficerer mennesker og flagermus.
Det er en indkapslet, enkeltstrenget (single-stranded) RNA-virus med positiv sense, der trænger ind i værtscellen ved at binde til APN-receptoren (aminopeptidase N).
Sammen med Human coronavirus OC43 (et medlem af Betacoronavirus-slægten) er det en af de virus, der er ansvarlig for forkølelse.
HCoV-229E er medlem af slægten Alphacoronavirus og underslægten Duvinacovirus.